# Planebruch
Planebruch é um município da Alemanha, situado no distrito de Potsdam-Mittelmark, no estado de Brandemburgo. Tem 65,30 km² de área, e sua população em 2019 foi estimada em 1.025 habitantes.